# Аттан (организация)
«Атта́н» (также «Аттан, Казахстан!») — общественная организация в Казахстане. Создана в 1990 году как народный штаб при международном антиядерном движении «Невада — Семипалатинск». Главная задача — формирование общественного мнения о необходимости мирного сосуществования мирового сообщества, окончательного запрещения испытаний ядерного оружия. Широкую поддержку в Казахстане получило требование Аттана о закрытии Лобнорского ядерного полигона в КНР (1994).
Руководитель движения, Амантай-хаджи Асылбек — колоритная фигура, казахстанский аналог Жириновского, неоднократно выдвигал себя кандидатом на выборах президента Казахстана.